# 康珍化
康 珍化（かん ちんふぁ、朝: 강진화, 1953年6月24日 - ）は、在日韓国人2世の作詞家である。森田 記（モリタ シルス）の名義でも山本譲二、南野陽子などの歌手に詞を提供している。
静岡県浜松市出身。静岡県立浜松西高等学校、早稲田大学第一文学部哲学科卒業。

## 来歴・人物
高校の教員だった村木道彦の影響で短歌を始め、同人誌「環」に入会。早稲田大学在学中、藤原龍一郎らと早稲田大学短歌会で活動するかたわら、8ミリ映画サークルにも所属していた。1970年代に若手歌人として注目される一方で、勤務先のCM制作プロダクションで知り合った山下久美子の元マネージャーに誘われて作詞も手掛け始める。1979年にアン・ルイスの「シャンプー」（作曲・編曲・プロデュースは山下達郎）で作詞家デビュー。作曲家の林哲司とのコンビで数多のヒット曲を送り出した。
1984年には髙橋真梨子の「桃色吐息」で第26回日本レコード大賞作詞賞を受賞。1985年には中森明菜の「ミ・アモーレ〔Meu amor é･･･〕」で第27回日本レコード大賞を受賞。
1990年に公開された『稲村ジェーン』、1991年の『東京の休日』など、映画の脚本も手がける。
1990年代に入ってからは作曲家亀井登志夫とのユニット「CANCAMAY（カンカメイ）」として和久井映見らに楽曲を提供した他、1993年にはCANCAMAY名義でもシングルとアルバムをリリースしている。

## 主な提供作品

### アーティスト名 50音順

#### あ行
- アグネス・チャン
  - 帰ってきたツバメ
- 浅野ゆう子
  - 半分愛して
- 杏里
  - 悲しみがとまらない
- アン・ルイス
  - ジャンプー
- 石川ひとみ
  - ミス・ファイン
  - 冬のかもめ
- 伊藤さやか
  - 恋の呪文はスキトキメキトキス（アニメ「さすがの猿飛」主題歌）
- 井森美幸
  - 瞳の誓い
  - 99粒の涙
- 岩崎宏美
  - 素敵な気持ち
  - 20の恋
- 岩崎良美
  - 愛はどこに行ったの 〜 Please Answer The Phone 1984年
  - くちびるからサスペンス（日清製油 CMソング 1984年）
  - ヨコハマHeadlight 1984年
  - 10月のフォト・メール 1984年
  - タッチ（アニメ「タッチ」オープニング主題歌、1985年日本アニメ大賞主題歌賞）
  - 君がいなければ（アニメ「タッチ」エンディング主題歌）
  - 愛がひとりぼっち（アニメ「タッチⅡ」オープニング主題歌 1985年）
  - 青春（アニメ「タッチⅡ」エンディング主題歌 1985年）
  - チェッ!チェッ!チェッ!（アニメ「タッチⅢ」オープニング主題歌 1986年）
  - 約束（アニメ「タッチⅢ」エンディング主題歌1986年）
  - 情熱物語（アニメ「タッチ」主題歌 1987年）
  - 野球（アニメ「タッチ」挿入歌 1987年）
- Wink
  - 結婚しようね
- 上田正樹
  - 悲しい色やね〜OSAKA BAY BLUES
- 大上留利子
  - 心斎橋に星が降る
- 大滝裕子
  - ミリオン・キス
- 太田貴子
  - 忘れチャイナの青い鳥
- 岡田有希子
  - 丘の上のハイスクール
  - 潮風のラブ・レター
  - 恋のダブルス
  - 目をさまして、Darling
  - あなたを忘れる魔法があれば
  - 小羊NOTE
- 荻野目洋子
  - さよならから始まる物語
- 織田裕二
  - OVER THE TROUBLE（ドラマ『お金がない!』主題歌）

#### か行
- 河内淳一
  - SO MUCH I LOVE YOU
  - Good For You （訳詞）
- 加藤紀子
  - ふゆがきた
- 加藤和樹
  - 神様ヘルプ!
- 菊池志穂
  - きみとぼくのうた
  - Dream Child
  - 丘の上に行こう
  - ひとりぼっちということ（いっしょがいいな）
  - スカートのポケット
- 菊池桃子
  - もう逢えないかもしれない
- KinKi Kids
  - 全部だきしめて
  - 雨のMelody
  - 夏の王様
- 倉田まり子
  - 恋はAmi Ami（訳詞）
  - 哀しみのポエジー
- 小泉今日子
  - まっ赤な女の子
  - 艶姿ナミダ娘
  - 渚のはいから人魚
  - ヤマトナデシコ七変化
  - 恋のビギナー
  - プレゼンテーション
  - Flapper
  - 風のファルセット
- 郷ひろみ
  - GOLDFINGER '99（日本語詞）
  - 言えないよ
  - 獣は裸になりたがる
  - 恋はシュミシュミ
  - MIRROR BALL FANTASY
- ゴスペラーズ
  - あたらしい世界
- 近藤房之助&織田哲郎
  - BOMBER GIRL
- 近藤真彦
  - あぁ、グッと
  - 泣いてみりゃいいじゃん

#### さ行
- 西城秀樹
  - 夏の妹（ポップンガール・ヒデキ）
  - Whispering Night（Golden Earrings）
- 酒井法子
  - 涙がとまらない 〜HOW! AW! YA!〜
  - 軽い気持ちのジュリア
  - 渚のピテカントロプス
- 桜田淳子
  - 美しい夏
- SALLY
  - 君の瞳に恋してる
- 沢田研二
  - DEAR
  - 捨てぜりふ
- 島谷ひとみ
  - パピヨン〜papillon〜（日本語詞）
  - 市場に行こう
  - SPLASH
  - やさしいキスの見つけ方
  - シャンティ
  - PASIO〜パッシオ
- 少年隊
  - 君だけに
  - 愛と沈黙
  - 1998〜星の彼方へ〜
  - こわがらないで、天使
  - ハロー!
  - ヘルプ・ミー
  - ストレンジャー Go To The ストリート
  - ロングタイム・ロマンス
  - 君を旅して知っている
  - ガ・ガ・ガ
  - グッバイ・カウント・ダウン
  - ミッドナイト・ロンリー・ビーチサイド・バンド
  - Goodbye & Hello
  - Angel In My Arms
- 杉山清貴&オメガトライブ
  - SUMMER SUSPICION
  - ASPHALT LADY
  - 君のハートはマリンブルー
  - RIVERSIDE HOTEL
  - ふたりの夏物語 -NEVER ENDING SUMMER-
  - サイレンスがいっぱい
  - ガラスのPALM TREE
- 杉山清貴
  - 渚のすべて
- 鈴木康博
  - 五時半の電車
  - そして空が泣き出した
- STARDUST REVUE
  - Stay My Blue -君が恋しくて-
  - 7月7日

#### た行
- 高田みづえ
  - チャイナ・ライツ(China Lights)
- 髙橋真梨子
  - 桃色吐息
- チェッカーズ
  - ギザギザハートの子守唄
  - 神様ヘルプ!
- 円谷優子
  - HELP
  - OH-NO
  - バツグンの気持ち
  - 片想い
  - 19才
  - イバラ姫
- 富田靖子
  - オレンジ色の絵葉書

#### な行
- 中島美嘉
  - CRY NO MORE
- 中西保志
  - 秋日傘
- 中村雅俊
  - ひとりぼっちの夜空に
- 中森明菜
  - 北ウイング
  - 涙の形のイヤリング
  - October Storm -十月の嵐-
  - ドラマティック・エアポート -北ウイング Part II-
  - ミ・アモーレ〔Meu amor é･･･〕
  - 赤い鳥逃げた
- 中山美穂
  - 人魚姫 mermaid
  - Witches
  - ROSÉCOLOR
- 成清加奈子
  - パジャマ・じゃまだ!
- 新田一郎
  - 夢の行方

#### は行
- 萩原健一
  - ぐでんぐでん
- 朴珠里
  - ハナの想い （ワンコリアフェスティバル テーマソング）
- 林哲司
  - 悲しみがいっぱい
- 原田知世
  - 天国にいちばん近い島
  - 愛情物語
  - 早春物語
- BoA
  - 気持ちはつたわる
  - VALENTI
  - QUINCY
  - メリクリ
- 光GENJI
  - 剣の舞 cw/涙の輝き
  - リラの咲くころバルセロナへ cw/I'LL BE BACK（バルセロナ五輪応援ソング）
- ブレッド&バター
  - ぼくは静かにゆれ動く
  - Sky
- 堀ちえみ
  - 稲妻パラダイス

#### ま行
- 松本伊代
  - 抱きしめたい
  - Kiss In The Dream（抱きしめたい c/w）
  - チャイニーズ・キッス
  - 涙のハンカチーフ（太陽がいっぱい c/w）
- 松原みき
  - 恋にお呼ばれ
  - 恋するさいそん
- 三重野瞳
  - ひとつのハートで（アニメ「超魔神英雄伝ワタル」主題歌）
  - BOYS BE AMBITIOUS（アニメ「超魔神英雄伝ワタル」主題歌）
  - がんばって（アニメ「超魔神英雄伝ワタル」主題歌）
  - 瞳 Fall in Love
- 南野陽子
  - 恥ずかしすぎて
  - さよなら夏のリセ（恥ずかしすぎてc/w）
  - 接近 (アプローチ) - 「森田 記」名義
  - 涙はどこへいったの
  - 『SNOWFLAKES』 （クリスマスアルバム）
    - 七つのスノーフレイク
    - 12月、風の糸で
    - 彼女の銀のブーツ
    - メリー・クリスマス
    - 臆病なトナカイ
    - Happy New-Year が言いたくて
    - リフトの下で逢いましょう(JR西日本「スキートレインJRシュプール号」CMソング)
    - 氷のダイヤモンド

  - 桜詩集
- 三好鉄生
  - 涙をふいて
- 村田恵里
  - オペラグラスの中でだけ
- 森口博子
  - すみれの気持ち～TRY ME AGAIN～

#### や行
- 山下久美子
  - バスルームから愛をこめて
  - 雨の日は家にいて
  - 抱きしめてオンリィ・ユー
  - マラソン恋女
  - こっちをお向きよソフィア
  - 瞳いっぱいの涙
  - いっぱいキスしよう
- 山下達郎
  - FIRST LUCK -初めての幸運（しあわせ)-(山下達郎と共作)
- 山本譲二
  - 語り草 - 「森田 記」名義
- 山本リンダ
  - 限りなく透明に近いダンス
- 憂歌団
  - 胸が痛い
  - わかれのうた
- 吉田拓郎
  - ひとりぼっちの夜空に
  - 友あり
  - 全部だきしめて
  - 気持ちだよ（アニメ『こちら葛飾区亀有公園前派出所 THE MOVIE』主題歌 、『こちら葛飾区亀有公園前派出所』の7代目エンディング）

#### わ行
- 和久井映見
  - マイ・ロンリィ・グッバイ・クラブ
  - アキラが可哀想
- 渡辺美里
  - I'm Free（TBS系ドラマ『スーパーポリス』主題歌（日本語詞））

### 特撮
- ウルトラマンガイア
  - ウルトラマンガイア!（歌：田中昌之&大門一也）
- 仮面ライダーBLACK RX
  - 仮面ライダーBLACK RX（歌：宮内タカユキ）
  - 誰かが君を愛してる（歌：宮内タカユキ）
  - 運命の戦士（歌：宮内タカユキ）
  - すべては君を愛するために（歌：宮内タカユキ）
- 地球防衛軍テラホークス（日本語版に追加されたOPとED、画像はアニメーション）
  - ギャラクティカ・スリリング（歌：燕奈緒美・燕真由美）
  - 大切な言葉（歌：燕奈緒美・燕真由美）
- 超電子バイオマン
  - 超電子バイオマン（歌：宮内タカユキ）
  - バイオミック・ソルジャー（歌：宮内タカユキ）

### アニメ
- とんでも戦士ムテキング
- 未来警察ウラシマン
  - ミッドナイト・サブマリン（歌:HARRY）
  - ドリーム・シティ・ネオ・トキオ（歌:HARRY）
- イタダキマン
  - いただきマンボ（歌：田中真弓）
- ゲッターロボ號
  - ゲッターロボ號（歌：水木一郎、森の木児童合唱団）
  - 友だちになりたい（歌：水木一郎）
- 巨神ゴーグ
  - 輝く瞳〈BRIGHT EYES〉（歌：TAKU、鈴木キサブロー、萩田光雄）

### ゲーム
- ガレリアンズ(原作者、シナリオ作成)
- ダウン・ザ・ワールド（ゲーム内でシナリオを担当）

### 映画
- 19 ナインティーン（原作・脚本・プロデュース）
- 稲村ジェーン（脚本）

## 著書
- 『いろんな気持ち』CBS・ソニー出版　1988
- 『ラッキー・ラビットの大冒険』松下進著・絵 康珍化文　集英社　1991
- 『エンサイクロペディアオブダウン・ザ・ワールド』松下進イラスト　アスペクト　1994
- 『ダウン・ザ・ワールド シナリオノベル』涼原淳著 原作シナリオ　アスペクト・ログアウト冒険文庫　1994
- 『レジェンダリアのひみつの鏡』ポロの冒険シリーズ 松下進絵　小学館　1996